# O-Otello
O-Otello – amerykański thriller z 2001 roku będący uwspółcześnioną wersją Otella Williama Szekspira.

## Główne role
- Mekhi Phifer – Odin James
- Josh Hartnett – Hugo Goulding
- Julia Stiles – Desi Brable
- Elden Henson – Roger Rodriguez
- Andrew Keegan – Michael Cassio
- Rain Phoenix – Emily
- Martin Sheen – Trener Duke Goulding
- John Heard – Dean Bob Brable
- Anthony Johnson – Dell
- Rachel Shumate – Brandy

## Fabuła
Odin James jest młodym czarnoskórym koszykarzem, który marzy o karierze w NBA. Chodzi do elitarnego liceum, jest lubiany przez kolegów. Spotyka się z Desi - córką dziekana. Niejaki Hugo Goulding nie może znieść popularności Odina. Postanawia zniszczyć go. Zbliża się do niego, wysłuchuje zwierzeń, udziela porad. Jego intryga doprowadzi do tragedii.